# Walt avant Mickey
Pour plus de détails, voir Fiche technique et Distribution.
Walt avant Mickey (Walt Before Mickey) est un film biographique américain réalisé par Khoa Le, sorti en 2015. Il s'agit d'un portrait sur les jeunes années de Walt Disney, s'inspirant de la biographie Walt Before Mickey: Disney's Early Years, 1919–1928 de Timothy Susanin.

## Synopsis
Ce film raconte la vie de Walt Disney de 1919 à 1928, de son enfance, passant par ses premiers courts-métrages, à la création de sa compagnie la Walt Disney Animation Studios et la création de la célèbre souris Mickey Mouse

## Fiche technique
- Titre original : Walt Before Mickey
- Titre français : Walt avant Mickey
- Réalisation : Khoa Le
- Scénario : Arthur L. Bernstein et Armando Gutierrez, d'après le livre de Timothy Susanin
- Consultant : Diane Disney Miller
- Direction artistique : Joseph E. Stone
- Décors : Jon Timothy Anderson et Jay Weber
- Photographie : Ian Dudley
- Montage : Lauren Young
- Musique : Jeremy Rubolino
- Production : Arthur L. Bernstein et Armando Gutierrez
- Société de production : Conglomerate Media et Lensbern Productions
- Société de distribution : Vision Films et Voltage Pictures
- Pays d'origine :  États-Unis
- Langue originale : anglais, espagnol
- Format : couleur
- Genre : biographie
- Durée : 120 minutes
- Date de sortie :
  - États-Unis : 14 août 2015 (AMC Downtown Disney Orlando), 5 décembre 2015 (DVD)
  - France : 5 avril 2016 (Netflix)

## Distribution
- Thomas Ian Nicholas : Walt Disney
- Jodie Sweetin : Charlotte Disney
- Jon Heder : Roy Disney
- David Henrie : Rudolf Ising
- Ayla Kell : Bridgit
- Taylor Gray : Friz Freleng
- Jeremy Palko : Walt Pfeiffer
- Hunter Gomez : Hugh Harman
- Owen Teague : Walt, jeune
- Armando Gutierrez : Ub Iwerks
- Kate Katzman : Lillian Disney
- Conor Dubin : Charles Mintz
- Donn Lamkin : Elias Disney
- Flora Bonfanti : Margaret Winkler

## Accueil

### Sorties internationales
Walt avant Mickey est présenté en avant-première à l'AMC Downtown Disney Orlando, le 14 août 2015, avant sa distribution en DVD/Blu Ray à partir du 5 décembre 2015 dans les États-Unis.
En France, il est tardivement diffusé sur Netflix dès le 5 avril 2016.